# パレ・ロワイヤル

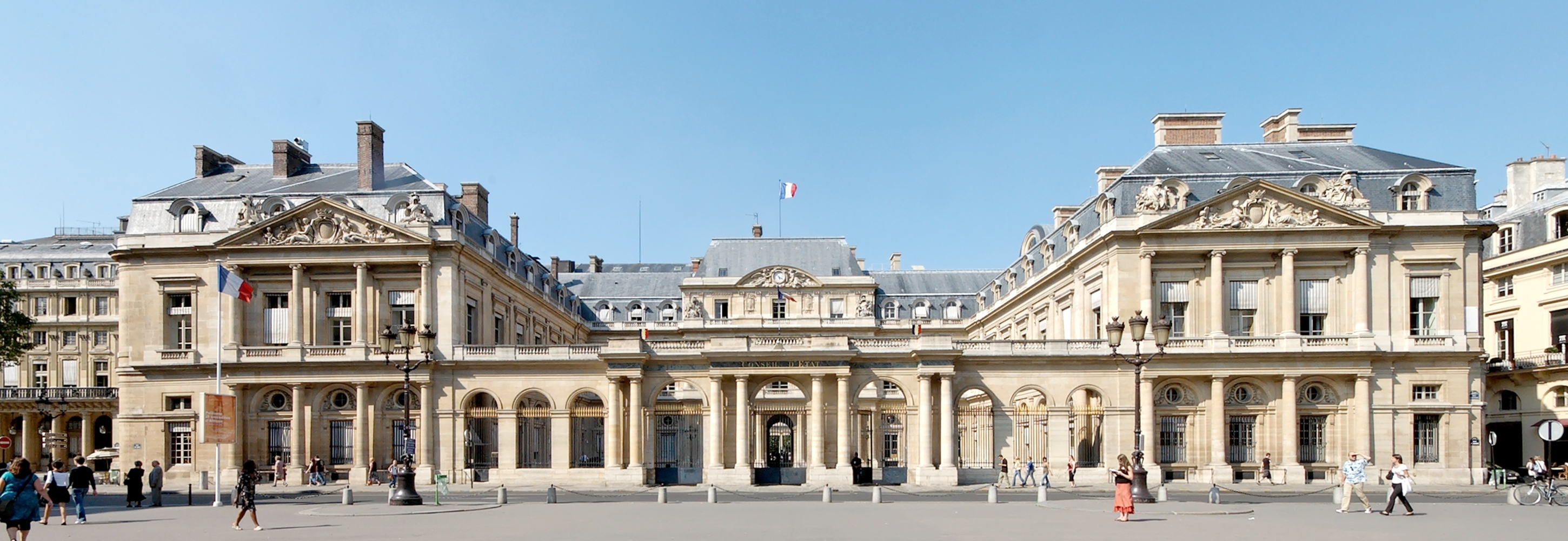
パレ・ロワイヤル

パレ・ロワイヤル（仏: Palais-Royal）は、パリの1区にある歴史的建造物。
現在は文化省や国務院、憲法評議会などが入る建物となっている。

## 歴史
ルーヴル宮殿の北隣、サントノーレ通り204番地に位置する。もともとはルイ13世の宰相リシュリューの城館パレ・カルディナル（Palais-Cardinal）だったが、その死後に主君へ寄贈された。ルイ13世の死後、1643年に当時5歳のルイ14世がルーヴル宮殿から移り住んだことで、パレ・ロワイヤル（王宮）と呼ばれるようになった。それから、オルレアン家の手に渡り、ルイ14世の弟オルレアン公フィリップ1世が住むようになる。当時は、建物の中には貴族や金持ちしか入れなかったが、一般公開されていた庭園で庶民は散歩を楽しむことができた。その後、リシュリュー時代の建物は取り壊された。
フランス革命前に王位を狙っていたオルレアン公フィリップ・エガリテ（フィリップ平等公）は、金貸し業者からの借金80万リーヴル（1780年当時）を返済するために、借金の抵当になっていたパレ・ロワイヤルの屋敷の庭園をぐるりとコの字を描くように建物を建て、商人たちに貸し出した。一種の不動産経営のようなものでもあるが、開放された一階にはレストランや商店が並び、中庭にはカフェができた。カフェには貴族を棒で打って店から追い出した勝利を記念して、自由の帽子を先端につけた五月柱が建てられていたという。ここは繁華街となったばかりではなく、警察の立ち入りを禁じたので、革命家のたまり場となっていた。民衆の政治論議の中心となったり、娼婦や怪しげな商売をする人たちで溢れてもいた。1789年7月12日の午後、「諸君、武器を取れ!!」と大きな声でカミーユ・デムーランが演説した場所もここである。
フランス革命後は、劇場、賭博場、証券取引所、商事裁判所、高級アパートなど、用途が転々と変わったが、1階回廊にカフェ、商店、ダンスホールなどが店を構え、市民の集会、娯楽の中心地となった。
現在は文化省や国務院などが入る建物となっている。西側のリシュリュー館側がコメディ・フランセーズ。ブティック、画廊、骨董品店などが軒を並べ、気軽にウインドーショッピングが出来る。
中庭の広場には1986年に完成したダニエル・ビュラン作の白黒のストライプ模様の260本の円柱や、ポール・ビュリイ作のシルバーの球体が集まった噴水がある。中世の建物に現代芸術の円柱や噴水とは不調和にも思えるが、パレ・ロワイヤルの数奇な歴史を象徴しているかのようで面白く、フランス人にも愛着をもたれているようである。柱廊は米映画『シャレード』で最後の銃撃場面に使われた。

## アクセス
メトロ1号線、7号線パレ・ロワイヤル＝ミュゼ・デュ・ルーヴル駅下車、徒歩2分。

Palais-Royal, Paris